# Clint Johnston
Pour les articles homonymes, voir Johnston.
Clint Johnston est un scénariste américain né le 31 mars 1915 à New York (État de New York) et mort le 9 décembre 1975 à Los Angeles (Californie).

## Filmographie
- 1949 : Black Midnight de Budd Boetticher
- 1950 : David Harding, Counterspy de Ray Nazarro
- 1950 : Young Daniel Boone (en) de Reginald Le Borg
- 1951 : Wanted: Dead or Alive (en) de Thomas Carr
- 1965 : La Proie nue de Cornel Wilde
- 1967 : Le sable était rouge de Cornel Wilde

## Nominations
- Oscars du cinéma 1967 : Nomination pour l'Oscar du meilleur scénario original (La Proie nue)